# Santi di Tito

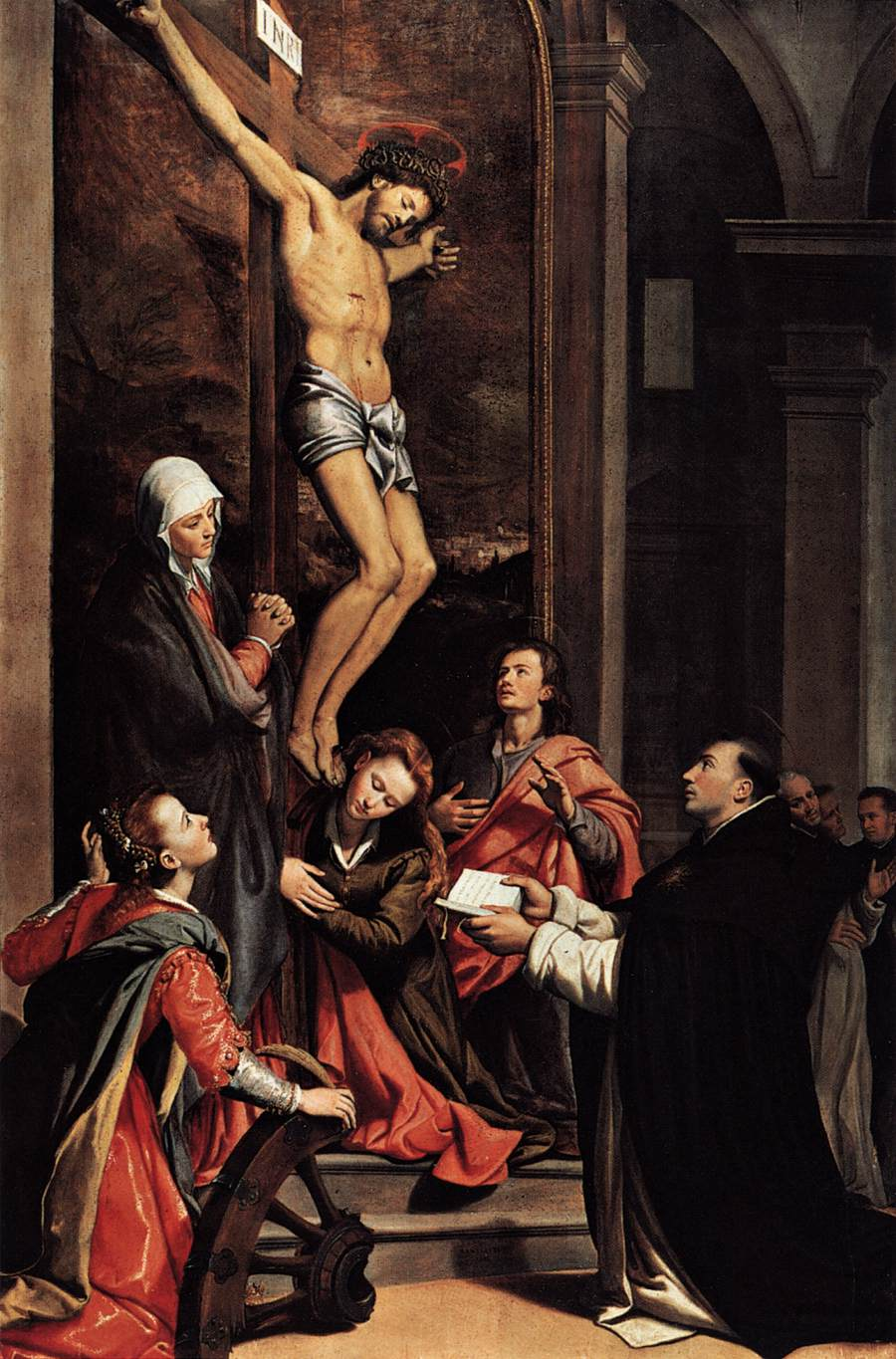
Santi di Tito: Vision des Heiligen Thomas von Aquin, 1593

Santi di Tito (* 5. Dezember 1536 in Florenz; † 25. Juli 1603 ebenda), früher auch Sante Titi genannt, war ein italienischer Maler und Architekt.

## Leben
Di Tito erhielt seine Ausbildung in der Werkstatt des Sebastiano da Montecarlo und lernte dort auch Agnolo Bronzino und Baccio Bandinelli kennen. Von 1558 bis 1564 hielt er sich in Rom auf, wo er an dem apostolischen Palast mit Niccolò Circignani und Giovanni de Vecchi arbeitete.
Nach seiner Rückkehr nach Florenz besuchte er die Accademia delle Arti del Disegno. Er führte unter der teilweisen Aufsicht von Giorgio Vasari Werke im Palazzo Vecchio aus. 1570–74 malte er die Resurrezione in der Kirche Santa Croce. 1567 heiratete er Agnoletta Landucci, ihr gemeinsamer Sohn Tiberio (1573–1627) wurde ebenfalls Maler. Zu seinen Schülern gehören Ludovico Cigoli und Francesco Mochi.

## Werke

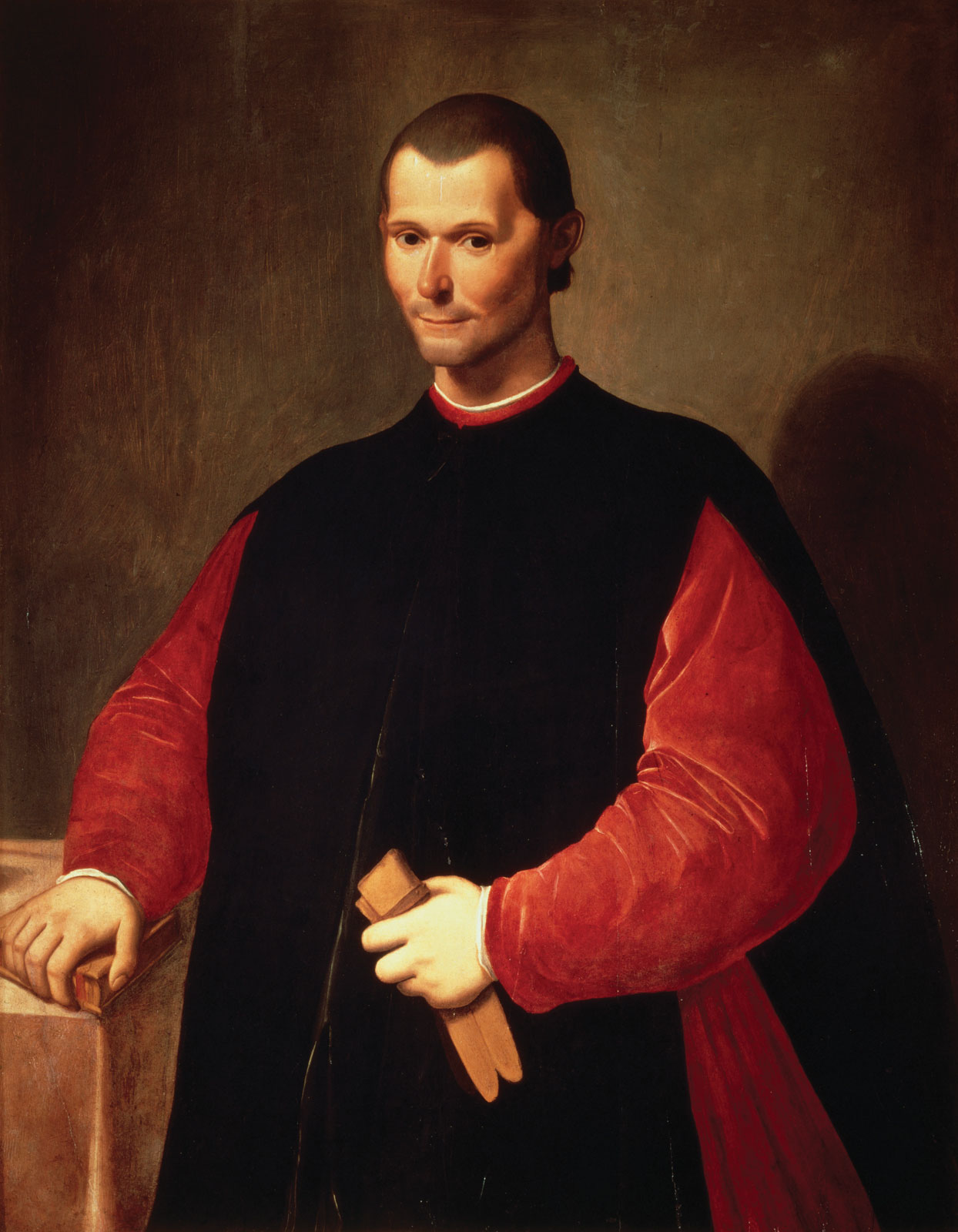
Santi di Tito: Porträt des Niccolò Machiavelli

- 1574: Resurrezione, Santa Croce, Florenz.[5]
- 1574: Cena in Emaus, Santa Croce, Florenz
- 1576: Resurrezione di Lazzaro, Santa Maria Novella, Florenz.
- 1579: Martirio di Santo Stefano, Kirche Santi Gervasio e Protasio, Florenz.
- 1580: Immacolata Incoronata, Kirche Cappella della Visitazione in Castel San Niccolò, Ortsteil Strada in Casentino.[6]
- 1591: Cristo nell’Orto degli Ulivi, Santa Maria Maddalena dei Pazzi.
- 1592: Clarice Capponi con figlia
- 1593: Visione di San Tommaso, San Marco, Florenz.
- 1602: Incontro del servo di Abramo con Rebecca al pozzo (dt.: Rebekka am Brunnen), Diözesanmuseum Santo Stefano al Ponte, Florenz.
- 1603: Annunciazione, Santa Maria Novella, Florenz.

weitere Werke:
- Gli apostoli Pietro e Paolo appaiono a San Domenico, Santa Maria Novella, Florenz.
- Incontro tra San Domenico e San Francesco, Santa Maria Novella, Florenz.
- Madonna col Bambino e santi, Galleria degli Uffizi (Inventario 1890, Nr. 3902), Florenz[7]
- Ritratto di Niccolò Machiavelli, Palazzo Vecchio (Sala Vecchia Cancelleria), Florenz.
- Madonna con le anime del Purgatorio, Conservatorio di Santa Marta, Montopoli in Val d’Arno.
- Morte di San Domenico, Santa Maria Novella, Florenz.
- San Domenico a mensa nutrito dagli angeli, Santa Maria Novella, Florenz.
- San Domenico salva 40 naufragi, Santa Maria Novella, Florenz.

## Architektur
- Palazzo Ridolfi Zanchini, Via Maggio 13, Florenz.[8]
- Villa Doccia bei Fiesole